# Angelika Oehms
Angelika Oehms (* 6. Juni 1949 in Speyer; † 9. Januar 1986 in Leer) war eine deutsche Künstlerin.

## Leben
Von 1971 bis 1977 studierte Oehms an der Hochschule für bildende Künste Hamburg. 1977/1978 folgte ein Aufenthalt in Tokio, Japan. Sie war die zeitweilige Lebensgefährtin des Musikers und Lyrikers Norbert Hinterberger und des „Totalkünstlers“ Natias Neutert, hatte 1979 eine kurze Affäre mit dem Lyriker Christoph Derschau und war lebenslang freundschaftlich verbunden mit Dieter Roth.

## Werk
Ob Fotos, Diashows, Zeichnungen oder Acrylbilder, Oehms Bildthemen sind, wie die Kunsthistorikerin Sigrun Paas schreibt, „der Beziehung zwischen Frau und Mann gewidmet oder reflektieren die Problematik weiblicher Selbstbestimmung und Selbständigkeit.“

## Einzelausstellungen
- 1976: Straßenporträts. Diaprogramm, Kunstverein Kassel
- 1978: Japan, Japan. Fotos, Buch Handlung Welt, Hamburg.[3]
- 1882: Liebe und Tod. Diaprogramm, ARENA, Wien
- 1984: Rauch, Zeichen. Institut für Kunst, Hannover

## Gruppenausstellungen
- 1980: Galerie Max Hetzler, Stuttgart
- 1981: Phönix. Neue Alte Oper, Frankfurt am Main
- 1983: Menschen-Gesichter. Kunstzentrum Groningen
- 1985: 5. Internationale Vrouwenfestival. Melkweg, Amsterdam
- 2018/19: Die Erfindung der Neuen Wilden – Malerei und Subkultur um 1980, Ludwig Forum, Aachen

## Filmografie
- 1984: Tod dem Zuschauer.[4]